# Dub (okres Prachatice)
Městys Dub (též Dub u Prachatic) se nachází v okrese Prachatice v Jihočeském kraji, něco přes 5 km zjz. od Bavorova a necelých 11 km severně od Prachatic. Leží v Šumavském podhůří (podcelek Bavorovská vrchovina, okrsek Husinecká vrchovina). Severně od Dubu se pod soutokem Dubského a Černého potoka prostírá Dubský rybník. Žije zde 425 obyvatel.

## Historie
První písemná zmínka o obci pochází z roku 1274, kdy je zmiňována jako sídlo Jana z Dubu. V první polovině 15. století se stali majiteli dubského panství Dubští z Třebomyslic, kteří od něj odvozovali i část svého jména. Začátkem 16. století panství držel Mikuláš Budkovský z Budkova, který jej v roce 1543 prodal Divišovi Boubínskému z Újezda. Jeho syn Petr panství vyměnil za zámek Střelu a novým majitelem se stal Vlachyně z Leskovce.
Po smrti jeho syna Kryštofa získal panství v roce 1608 Pavel Kavka z Říčan. Ten se později aktivně zapojil do českého stavovského povstání, po jeho porážce mu bylo panství zkonfiskováno. Po vyplacení bylo vráceno jeho manželce Anežce, rozené z Hodějova. Pak panství získala její dcera Anežka, která se vdala za Miroslava Markvarta z Hrádku. Od jejich potomků panství koupil koncem 17. století hrabě Karel Filip Buquoy. I nadále panství střídalo různé šlechtické majitele.
V roce 1865 velkostatek koupil pražský měšťan a podnikatel Josef Odkolek, bratr Františka Odkolka. Na počátku 20. století získala velkostatek Albína Bambergová, dcera Nicolase Bellota, spolumajitele zbrojařské firmy Sellier & Bellot. Posledními majiteli statku byla rodina Bromovských.
V roce 1787 v obci vznikla škola. Dne 29. října 1869 byla obec císařem Františkem Josefem I. povýšena na městys  s právem konat čtyři výroční trhy a jeden pondělní trh týdenní. V roce 1871 zde byl otevřen poštovní úřad. Od 10. října 2006 byl obci vrácen status městyse.
Kolem roku 1618 zde vznikla i židovská obec, uprostřed obce byla v 18. století postavena i malá synagoga. Roku 1838 zde žilo 18 židovských rodin. Obec se zmenšovala od počátku 20. století, v roce 1906 byla i prodána a na obytný dům přeměněna synagoga. Definitivně židovská obec zanikla v průběhu 2. světové války. Jeden kilometr jižně od obce byl před rokem 1724 zřízen i Židovský hřbitov, poslední pohřeb v něm proběhl v roce 1940.
| Rok            | 1869  | 1880  | 1890  | 1900  | 1910  | 1921  | 1930 | 1950 | 1961 | 1970 | 1980 | 1991 | 2001 | 2011 | 2021 |
| -------------- | ----- | ----- | ----- | ----- | ----- | ----- | ---- | ---- | ---- | ---- | ---- | ---- | ---- | ---- | ---- |
| Počet obyvatel | 1 191 | 1 100 | 1 053 | 1 035 | 1 035 | 1 039 | 866  | 563  | 522  | 454  | 435  | 382  | 398  | 398  | 376  |
| Počet domů     | 152   | 160   | 153   | 156   | 159   | 157   | 158  | 155  | 142  | 121  | 114  | 148  | 162  | 162  | 171  |

## Služby v obci
Má poštu, školu, ale nemá policii ani zdravotní středisko. Má vlastní vodovod, ale není plynofikována.

## Pamětihodnosti
- Zámek Dub
- Kostel svatých Apoštolů z roku 1787
- Židovský hřbitov nedaleko městyse
- Bývalá synagoga, nyní obytný dům
- Inundační most se sochou sv. Jana Nepomuckého
- Pomník poděkování 26. pěší divizi americké armády u kostela
- Pomník obětem první světové války darovaný Josefem Capůrkou
- Socha Panny Marie při silnici na Dubskou Lhotu

## Místní části
- Dub
- Borčice
- Dubská Lhota
- Dvorec
- Javornice

V letech 1964–1990 k městysi patřily i Konopiště a Lipovice.

## Osobnosti
- Karel Traxler – katolický kněz a šachista
- Václav Vondrák – filolog a slavista

## Fotogalerie

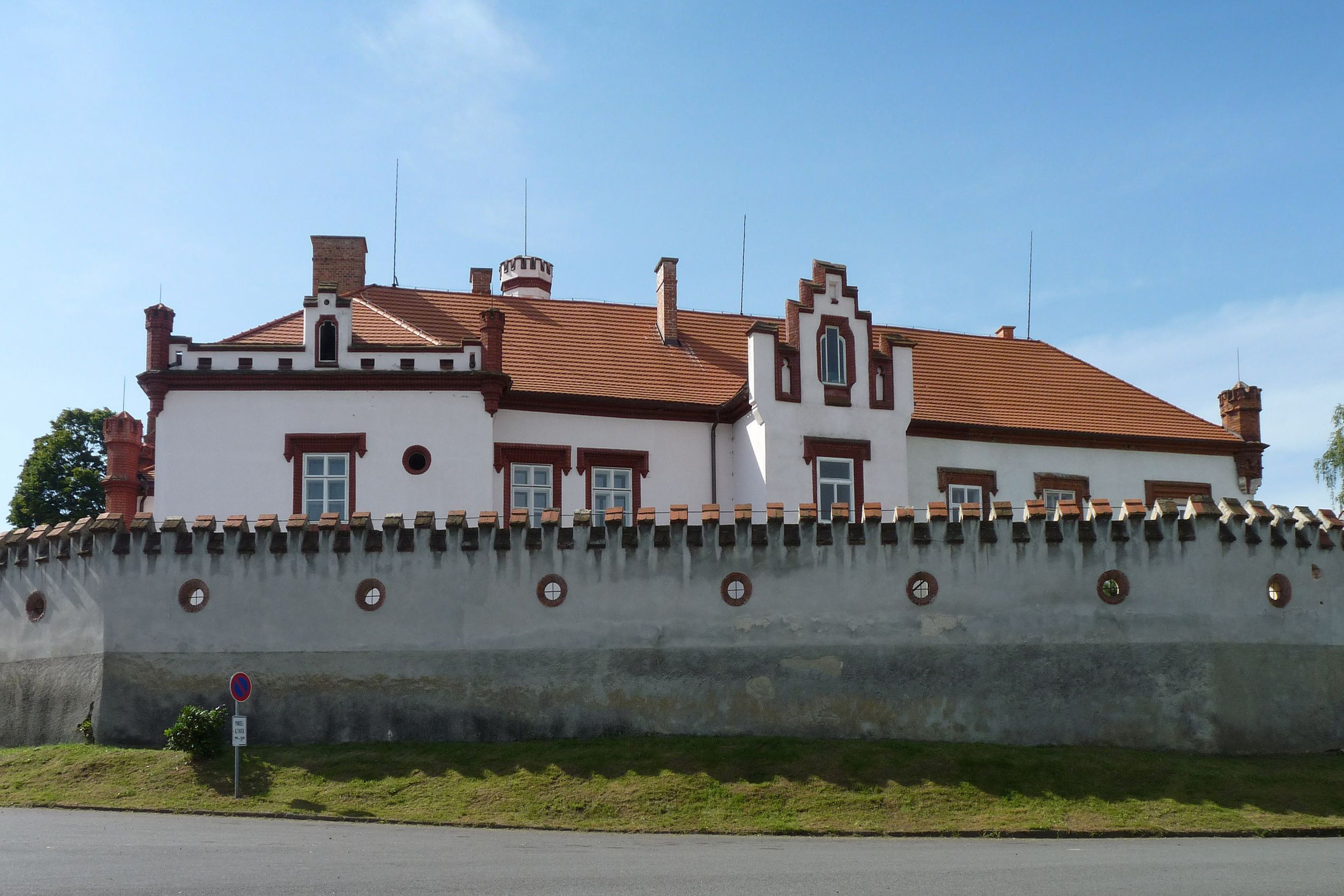
Zámek Dub
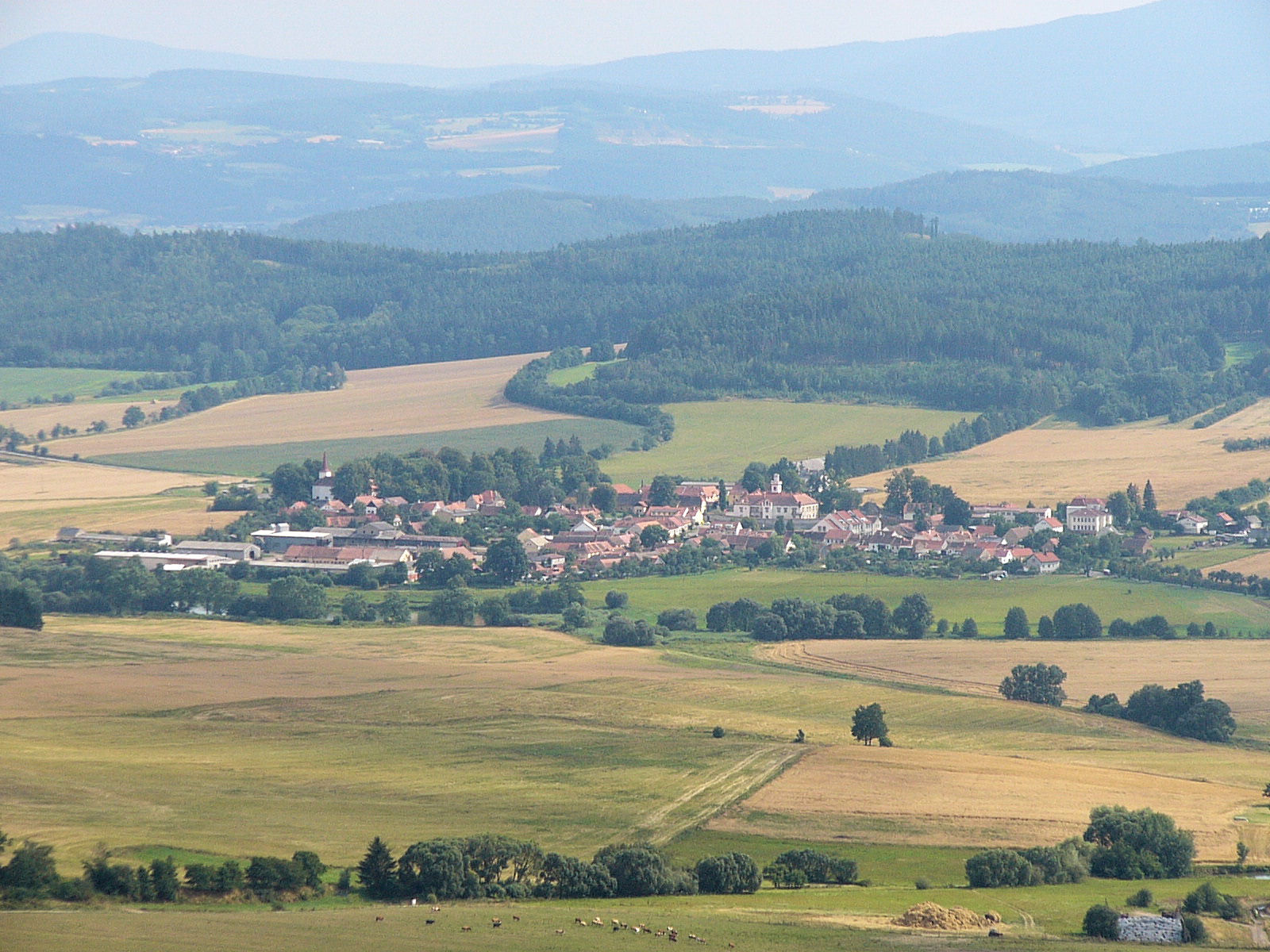
Pohled na městys z věže hradu Helfenburk
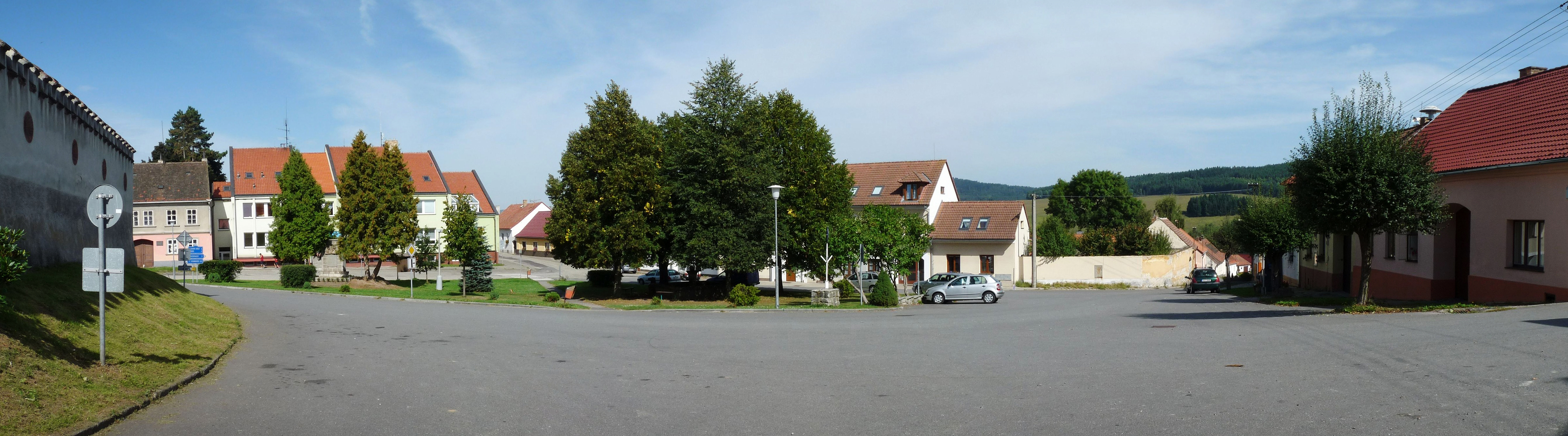
Centrum městysu